# La Bebelama San Lorenzo
La Bebelama San Lorenzo är en ort i Mexiko.   Den ligger i kommunen Culiacán och delstaten Sinaloa, i den centrala delen av landet, 1 000 km nordväst om huvudstaden Mexico City. La Bebelama San Lorenzo ligger 73 meter över havet och antalet invånare är 232.
Terrängen runt La Bebelama San Lorenzo är platt västerut, men österut är den kuperad. La Bebelama San Lorenzo ligger nere i en dal. Runt La Bebelama San Lorenzo är det mycket glesbefolkat, med 6 invånare per kvadratkilometer. Närmaste större samhälle är Quila, 15,1 km väster om La Bebelama San Lorenzo. I omgivningarna runt La Bebelama San Lorenzo växer huvudsakligen savannskog.